# Guanche
Guanche is een dode taal, die gesproken werd door de Guanchen van de Canarische Eilanden tot de 18e of 19e eeuw.
Ze is vandaag enkel bekend van enige zinnen en individuele woorden genoteerd door ontdekkingsreizigers, aangevuld met verschillende plaatsnamen en enkele woorden die zijn geassimileerd door de Spaanse dialecten gesproken door de bewoners van de Canarische Eilanden.
Door het geringe aantal bronnen is de verhouding tot andere talen moeilijk vast te stellen. Toch gaan de meeste taalkundigen ervan uit dat het Guanche verwant is aan de Berbertalen.
Hoewel over de archipel verschillende dialecten voorkwamen, gaat men ervan uit dat het om één taal ging. Archeologische vondsten op de eilanden omvatten zowel stenen inscripties in Libisch schrift als in het Fenicisch alfabetFenicische schrift.
De eerste betrouwbare beschrijving van de taal komt van de Zwitserse ontdekkingsreiziger Nicoloso da Recco in 1341, met een vertaling van de getallen 1-16 gebruikt door de inwoners van een eiland, waarschijnlijk Fuerteventura. Recco's beschrijving duidt op een decimaal stelsel, dat sterke gelijkenissen vertoont met Berbergetallen.
Het Silbo Gomero, oorspronkelijk een gefloten vorm van Guanche voor langeafstandscommunicatie, was in gebruik op La Gomera, El Hierro, Tenerife, en Gran Canaria. Het Silbo dat tegenwoordig nog voorkomt in de archipel, is een Spaanse variant.